# Viamala (region)
Viamala är en region i den schweiziska kantonen Graubünden. 
Den utgörs av dalgångarna till floden Hinterrhein och dess biflöde Averserrhein. Befolkningen är mest koncentrarad i regionens norra del, i områdena Heinzenberg och Domleschg, och blir sedan glesare ju längre söderut man kommer.

## Språk

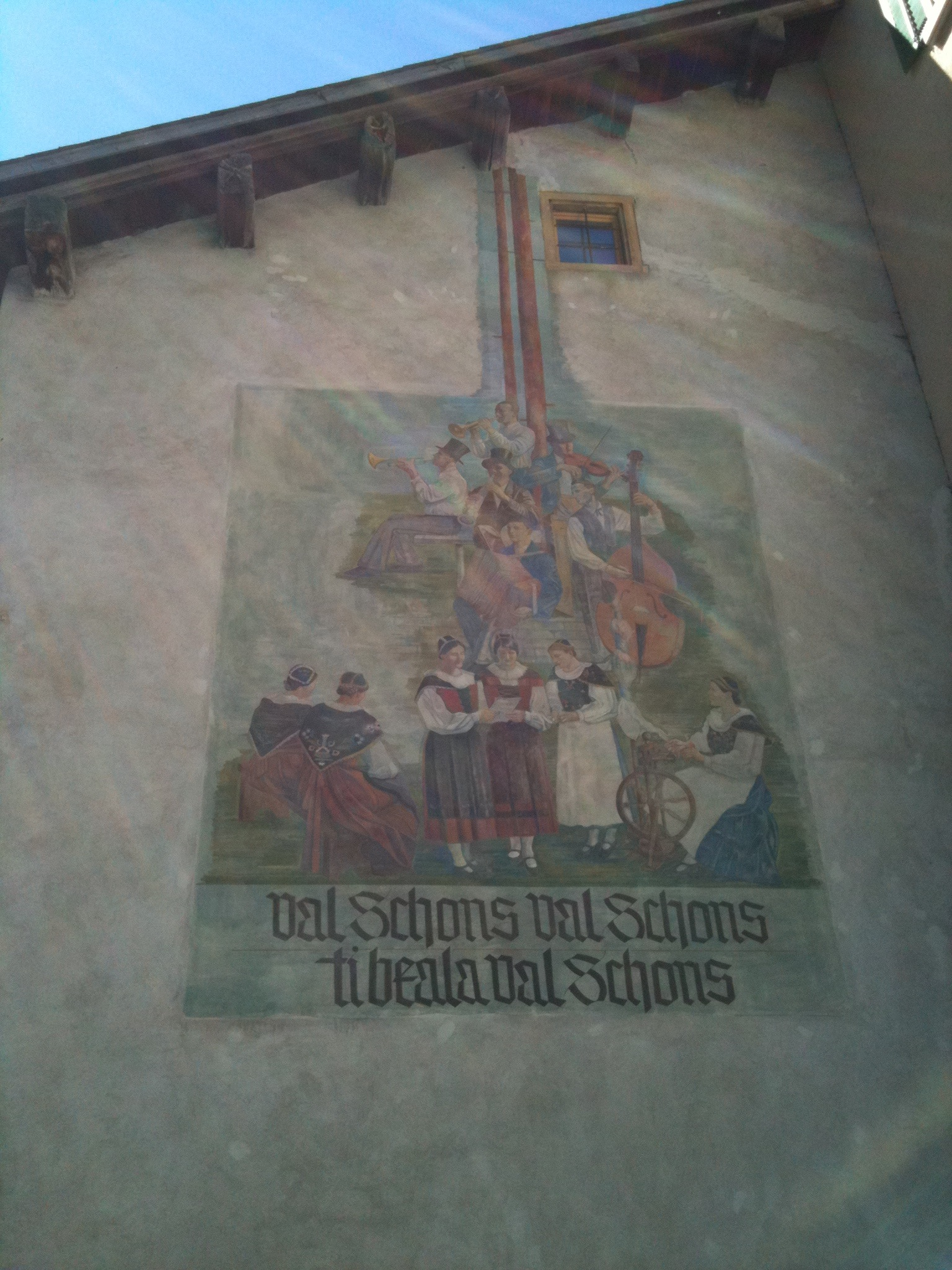
Hus i Andeer med väggmålning och inskription på sutselvisk rätoromanska. Texten, Val Schons, Val Schons, ti beata Val Schons, betyder "Val Schams, Val Schams, du vackra Val Schams", och är en hyllning till hemlandskapet Schams.

Språket i hela regionen var fram till omkring år 1300 den sutselviska dialekten av rätoromanska. Under senmedeltiden skedde så ett språkskifte till tyska i en del områden. I Tschappina, Mutten, Avers och Rheinwald berodde det på inflyttning av walser på 1300-talet. Thusis förtyskades huvudsakligen under 1500-talet som en konsekvens av dels en begynnande urbanisering, dels att en stor del av den inhemska befolkningen dog av pesten.
Under 1800-talet började tyska sprida sig alltmer även i de andra byarna, framför allt i Heinzenberg och Domleschg, och under 1900-talet vidtog samma förtyskning i Schams. Denna förändring utgick främst från Thusis, som alltmer utvecklades till ett industriellt och kommersiellt centrum i regionen. Till skillnad från i en del andra rätoromanska regioner hade det inhemska språket här ingen hög status, utan sågs som ett "bondskt" språk som bara var användbart i hemmet. Den lokala eliten var tyskspråkig, i industrin gällde tyska, i den i regionen så viktiga transportnäringen likadå. Även skolundervisningen bedrevs mestadels på tyska, eftersom det ansågs ge barnen bättre framtidsutsikter.
Vid 2000 års folkräkning hade hälften av befolkningen i småkommunerna på Muntogna da Schons (som utgör knappt 3 % av hela regionen) rätoromanska som huvudspråk, medan andelen brukare av språket överhuvudtaget var tre fjärdedelar. Den lilla skolan där är den enda i regionen som har rätoromanska som undervisningsspråk.
I övriga kommuner är så gott som hela befolkningen numera tyskspråkig.

## Religion
De allra flesta av församlingarna är reformerta, och har så varit sedan reformationen. Cazis, Paspels, Rodels och Tomils behöll dock den katolska läran, och Almens delades upp i en katolsk och en reformert församling, som under lång tid nyttjade samma kyrka. Under 1900-talet har katolska församlingar återigen upprättats i Thusis, Andeer och Splügen.

## Historik
1851 infördes en indelning av kantonen i distrikt, kretsar och kommuner. Kretsindelningen återspeglade i stor utsträckning den äldre indelningen i tingslag, till viss del motsvarade svenska härader.
I Hinterrheins dalgång inrättades distrikten Heinzenberg (kretsarna Domleschg, Thusis och Safien) norr om Viamalapasset och Hinterrhein (kretsarna Avers, Rheinwald och Schams) söder därom.
Kretsarna motsvarar också en informell indelning i små landskap med samma namn, frånsett krets Thusis som motsvarar landskapet Heinzenberg.
År 2000 upphörde distrikt Heinzenberg och lades till distrikt Hinterrhein (frånsett krets Safien, som lades till distrikt Surselva).
2016 genomförde kantonen en indelningsreform, varvid distrikten avskaffades och ersattes av regioner. Kretsarna förlorade samtidigt sin politiska funktion och kvarstår endast som valkretsar. Distriktet Hinterrhein ersattes då av regionen Viamala, till vilken dessutom lades kommunen Mutten, som tidigare tillhört krets Alvaschein i distriktet Albula.

## Indelning
Regionen består av 19 kommuner:
| Vapen              | Namn               | Invånare 2023-12-31 | Yta i km² |
| ------------------ | ------------------ | ------------------- | --------- |
| Andeer             | Andeer             | 926                 | 46,30     |
| Avers              | Avers              | 168                 | 93,12     |
| Cazis              | Cazis              | 2 416               | 31,18     |
| Domleschg          | Domleschg          | 2 219               | 45,94     |
| Ferrera            | Ferrera            | 82                  | 75,46     |
| Flerden            | Flerden            | 254                 | 6,09      |
| Fürstenau          | Fürstenau          | 349                 | 1,32      |
| Masein             | Masein             | 532                 | 4,20      |
| Muntogna da Schons | Muntogna da Schons | 371                 | 53,59     |
| Rheinwald          | Rheinwald          | 576                 | 136,82    |
| Rongellen          | Rongellen          | 61                  | 2,02      |
| Rothenbrunnen      | Rothenbrunnen      | 312                 | 3,11      |
| Scharans           | Scharans           | 838                 | 14,29     |
| Sils im Domleschg  | Sils im Domleschg  | 966                 | 9,28      |
| Sufers             | Sufers             | 151                 | 34,62     |
| Thusis             | Thusis             | 3 459               | 16,77     |
| Tschappina         | Tschappina         | 140                 | 24,67     |
| Urmein             | Urmein             | 163                 | 4,33      |
| Zillis-Reischen    | Zillis-Reischen    | 419                 | 24,47     |